# Nicaragua

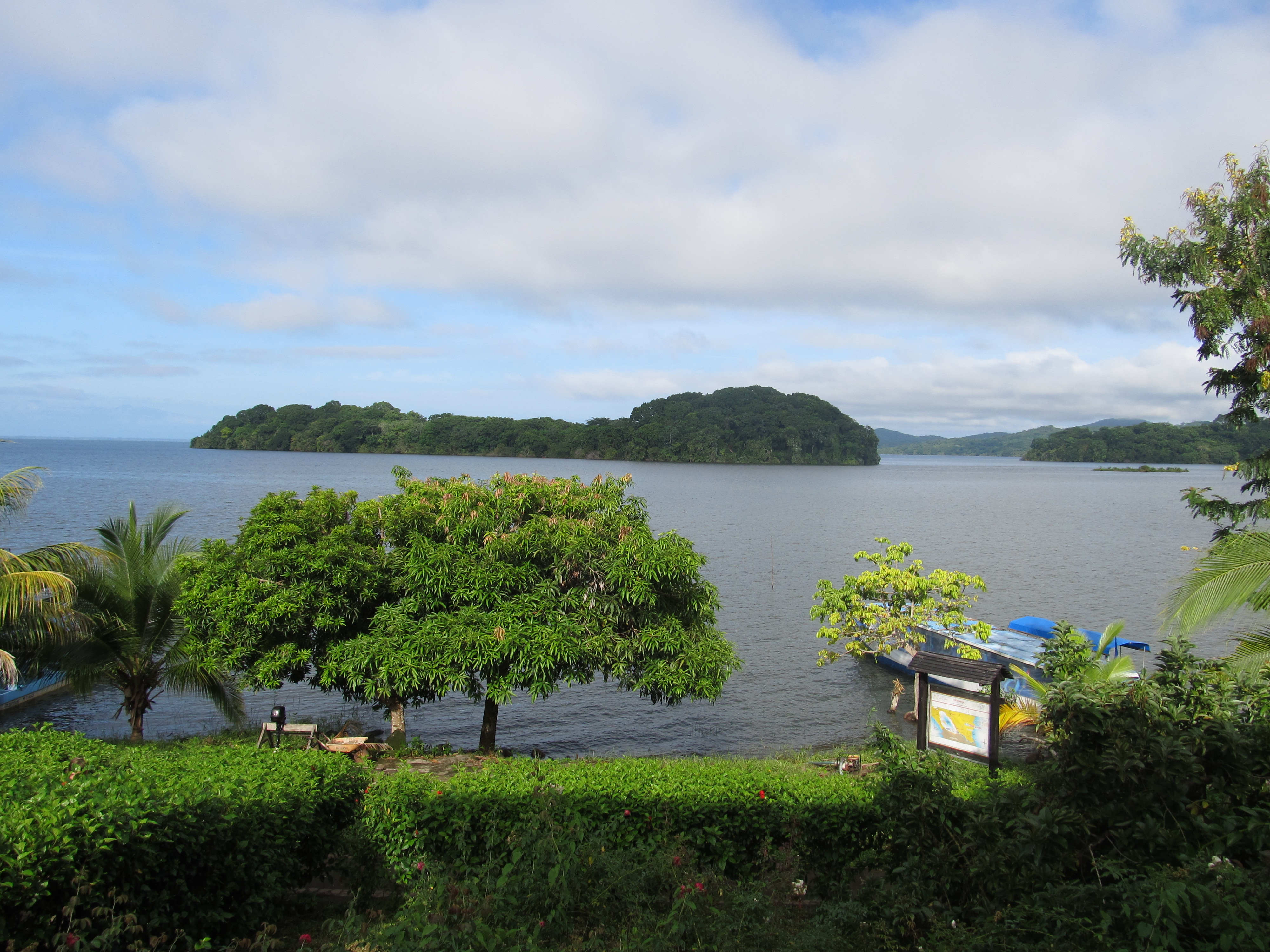
Het Meer van Nicaragua

Nicaragua, officieel de Republiek Nicaragua (Spaans: República de Nicaragua), is een land in Centraal-Amerika dat in het noorden grenst aan Honduras, in het zuiden aan Costa Rica, in het westen aan de Grote Oceaan en in het oosten aan de Caribische Zee. De hoofdstad en grootste stad van het land is Managua.
De naam van het land is mogelijk afkomstig van Nicarao, de leider van de inheemse stam die rond het Meer van Nicaragua woonde.

## Geschiedenis
Nicaragua werd in 1502 bezocht door Christoffel Columbus en werd in 1522 veroverd door de Spanjaarden. Na eerst korte tijd bij Mexico gehoord te hebben werd het in 1823 onafhankelijk als deel van de Verenigde Staten van Centraal-Amerika. Deze federatie viel in 1838 uiteen en Nicaragua werd een onafhankelijke republiek. De negentiende eeuw werd gekenmerkt door een strijd tussen conservatieven en liberalen, terwijl ook de Amerikaanse avonturier William Walker een tijdje president is geweest. De situatie stabiliseerde zich toen in 1893 de liberaal José Santos Zelaya president werd. Deze werd in 1909 omvergeworpen door Mexico en de Verenigde Staten, en het land werd bezet door de V.S.
In 1933 verlieten de Amerikanen het land weer. Na het vertrek van de Amerikanen kwam Anastasio Somoza Garcia als sterke man naar voren. De familie Somoza wist het land decennialang te regeren. De Somoza's waren uitermate corrupt en dictatoriaal. In 1979 werden ze omvergeworpen door de Sandinisten, een socialistische guerrillabeweging. Zij vormden een Comité van Nationale Wederopbouw dat het land regeerde tot de Sandinist Daniel Ortega in 1985 president werd. De Verenigde Staten waren bang dat het communisme zich via Nicaragua over Amerika zou verspreiden en leverden steun aan de contra's, die een terreurcampagne voerden tegen de Sandinisten. Bij de verkiezingen van 1990 verloor Ortega van Violeta Barrios de Chamorro en de Sandinisten moesten het veld ruimen.
In november 2006 werd Ortega weer tot president gekozen. In de eerste ronde versloeg hij de conservatief Eduardo Montealegre met een verschil dat groot genoeg was om een tweede ronde te voorkomen. Hij werd in januari 2007 ingehuldigd. Tijdens de verkiezingscampagne van 2006 riep de Amerikaanse regering onder leiding van George Bush de Nicaraguanen nog op niet op Ortega te stemmen. Na zijn overwinning zocht hij toch toenadering tot de VS. Bij de verkiezingen in 2011 werd hij herkozen voor een nieuwe termijn van 5 jaar. In 2016 werd hij weer herkozen tot president.
In april 2018 braken protesten uit tegen zijn regering. Sindsdien wordt de persvrijheid en de vrijheid van meningsuiting steeds meer gemuilkorfd. Tegenstanders van het regime worden bedreigd. Het dagblad La Prensa verscheen al uit protest daartegen met een blanco voorpagina. Meer dan 60.000 Nicaraguanen zijn inmiddels het land ontvlucht. Er zouden al meer dan 200 personen zijn gedood, waaronder twee studenten die met anderen hun toevlucht hadden gezocht in een kerk. Op 19 juli beschuldigde Ortega de katholieke bisschoppen, die een bemiddelende rol speelden, ervan erop uit te zijn hem te verdrijven.
Op zaterdag 1 oktober 2022 verbrak Nicaragua de diplomatieke banden met Nederland. De directe aanleiding hiervoor was het besluit om de Nederlandse bijdrage voor de bouw van een ziekenhuis in het land te beëindigen. Het ziekenhuisproject stond al vanaf 2018 stil vanwege de verslechterde situatie op het gebied van democratie en mensenrechten.

## Bevolking
In 2015 woonden er 6.262.713 mensen in Nicaragua. De bevolking is al decennialang sterk groeiende: in 1950 waren er nog maar 1,295 miljoen inwoners, in 1973 waren dat er al twee keer zoveel, in 1989 werd het aantal van 4 miljoen bereikt en volgens de volkstelling van 2005 was het aantal inwoners 5.142.098. Overigens geven verschillende instanties niet allemaal dezelfde aantallen: zo schatte de Verenigde Naties het bevolkingstal voor 2005 nog iets hoger, namelijk op 5,379 miljoen.
De Nicaraguaanse bevolking bestaat grotendeels uit mestiezen (69%), verder uit blanken (17%), zwarten (Afro-Nicaraguanen, 9%) en indianen (5%). Ook zijn er afstammelingen van mensen uit het Midden-Oosten (Syriërs, Armeniërs, Palestijnen, Joden en Libanezen) die een aantal hebben van rond de 30.000. Verder wonen er Aziaten (Japanners en Chinezen) in Nicaragua. Eind 19e eeuw kwamen de eerste Chinezen naar Nicaragua. Het aantal was onduidelijk. Bij de telling in 1920 kwam men uit op het aantal van 400. Tegenwoordig wonen er meer Chinezen in Nicaragua en het aantal ligt op ongeveer 12.000.

### Religie

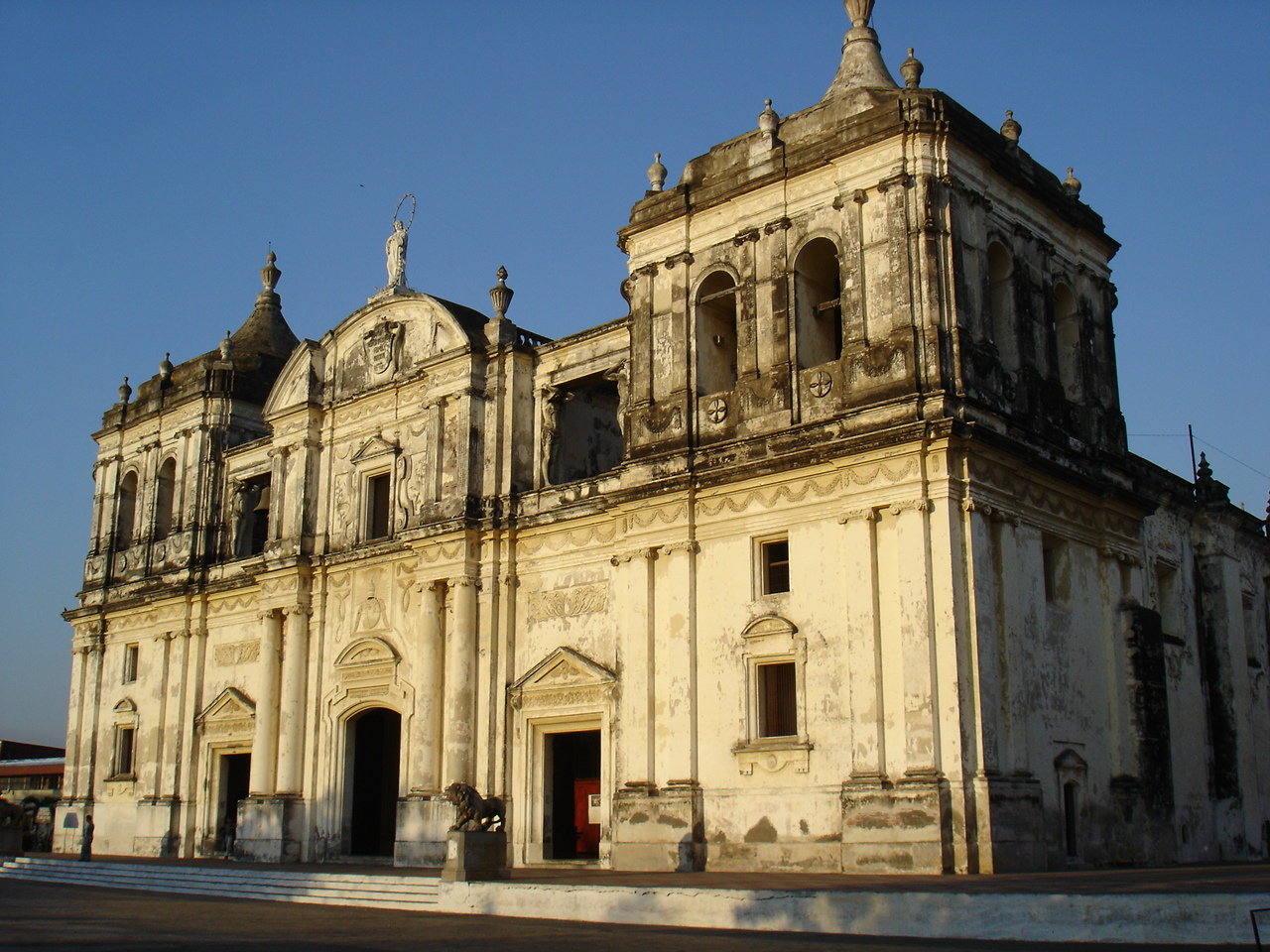
De kathedraal van León

De grondwet garandeert godsdienstvrijheid. Sinds de koloniale tijd was de overgrote meerderheid van de bevolking (ca. 85%) katholiek. De Kathedraal van León werd gebouwd in de 18e en 19e eeuw en behoort tot het Werelderfgoed.
Een minderheid was eind twintigste eeuw protestants (15%), vooral Moravische broeders, methodisten, baptisten en episcopalen. Sindsdien is het aantal protestanten toegenomen.

## Geografie
Nicaragua is gelegen op de landbrug van Centraal-Amerika en wordt ten westen begrensd door de Grote Oceaan en ten oosten door de Caribische Zee. Ten noorden grenst het land voor 530 kilometer aan Honduras en ten zuiden aan Costa Rica (313 kilometer).
In het westen ligt de Cordillera Los Maribios, hier verheffen zich onder andere de vulkanen Cerro Negro en Momotombo. Het centrale deel van het land is bergachtig en het oostelijk deel is een tropische laagvlakte die grotendeels wordt ingenomen door regenwoud. Ongeveer 11% van het land wordt bedekt met vulkanen. Aardbevingen komen met grote regelmaat voor. Op 23 december 1972 werd de hoofdstad getroffen door een zeer zware aardbeving waarbij circa 11.000 doden vielen en grote delen van de stad werden verwoest.
In Nicaragua liggen twee grote meren, waarvan het Meer van Nicaragua het grootste is. In dit meer leven stierhaaien. Ze worden vooral gezien bij de monding van de San Juan. Het andere grote meer is het Managuameer. De belangrijkste rivieren zijn de San Juan, de Tipitapa en de Coco.
Er was sprake van om een kanaal te trekken door Nicaragua dat onder meer via het Meer van Nicaragua zou lopen. Het Nicaraguakanaal was een project voor een waterweg die een verbinding moest gaan vormen tussen de Atlantische Oceaan en de Stille Oceaan dwars door Nicaragua, in Centraal-Amerika. Het kanaal zou de rivier San Juan volgen vanaf San Juan del Norte tot aan het Meer van Nicaragua (34 meter boven zeeniveau), waarna een doorsteekkanaal naar Rivas aangelegd zou worden. Het Nicaraguakanaal zou ongeveer 278 kilometer lang worden. Het zou een diepgang hebben tussen 26,9 en 33,0 meter en een breedte tussen 230 tot 520 meter. Met deze afmetingen zouden containerschepen tot 25 000 TEU, olietankers tot 320 000 dwt en bulkcarriers tot 400 000 dwt door het kanaal kunnen varen. Men plande dat het Nicaraguakanaal tegen 2020 operationeel zou zijn en zo de concurrentie zou aangaan met het reeds bestaande Panamakanaal. In februari 2018 is het project geannuleerd.

### Grote steden
De hoofdstad en tevens grootste stad van het land is Managua. Hier woonden in 2012 iets meer dan 1 miljoen mensen of bijna een vijfde van de totale bevolking. De andere steden met meer dan 100.000 inwoners zijn: Chinandega, Ciudad Sandino, Estelí, Granada, Jinotega, León, Masaya, Matagalpa, Puerto Cabezas, Siuna en Tipitapa.

## Klimaat

Klimaatindeling volgens Köppen

Nicaragua kent in het algemeen een tropisch klimaat (A), met hoge temperaturen en veel neerslag. Aan de beide kusten kent het land, volgens de klimaatclassificatie van Köppen, een Af (regenwoud) klimaat, in het centrum een Aw (savanne) klimaat en in de overgangsgebieden tussen kust en centrum een moessonklimaat (Am). De eerste vier maanden van het kalenderjaar zijn in het algemeen droog en de rest van het jaar valt veel neerslag al neemt deze in november en december af. De gemiddelde jaartemperatuur ligt rond de 25-30 °C en de verschillen van maand tot maand zijn klein. De luchtvochtigheid is het gehele jaar hoog.

## Politiek
Nicaragua heeft een eenkamerstelsel. Het parlement is de Nationale Assemblee en heeft 93 zetels. De president heeft ook zitting in de Nationale Assemblee. President en volksvertegenwoordiging worden elke vijf jaar volgens algemeen kiesrecht gekozen.

### Politieke partijen
De twee grootste politieke partijen zijn de Liberaal Constitutionalistische Partij (PLC) en het Sandinistisch Nationaal Bevrijdingsfront (FSLN). Enkele andere (voormalige) Nicaraguaanse partijen zijn:
- Beweging van Revolutionaire Eenheid
- Communistische Partij van Nicaragua
- Conservatieve Partij van Nicaragua
- Marxistisch-Leninistische Partij van Nicaragua
- Nicaraguaanse Socialistische Partij
- Sandinistische Herstelbeweging

## Bestuurlijke indeling
Nicaragua kent (met inbegrip van het nationale niveau) drie bestuurslagen. Het land is onderverdeeld in vijftien departementen (departamentos) en twee autonome regio's (regiones autonómas). De departementen hebben hoofdzakelijk een administratieve functie (ze worden door de landelijke overheid bestuurd), ook dienen ze als kiesdistrict voor de verkiezing van de Nationale Assemblee. De autonome regio's hebben meer bevoegdheden en een eigen regionaal parlement. Ze beslaan ongeveer de oostelijke helft van het land en werden in 1987 gevormd uit het toenmalige departement Zelaya. De departementen en regio's zijn op hun beurt onderverdeeld in 153 gemeenten.

## Economie
Voor de komst van de Spanjaarden was het land een redelijk ontwikkeld agrarisch gebied. De lava van de vulkanen vormde een vruchtbare bodem voor bonen, cacao, mais, pepers en cassave. De komst van de Spanjaarden had dramatische gevolgen, zij waren alleen geïnteresseerd in goud. Door de komst van niet-inheemse ziekten decimeerde de bevolking. Het land kwam braak te liggen en het oerwoud breidde uit. De focus kwam te liggen op de arbeidsextensieve veeteelt.
Rond 1840 nam de consumptie van koffie sterk toe. Het klimaat voor de koffieteelt was gunstig en het areaal breidde zich sterk uit en het werd een dominante factor in het economisch leven. Veel koffieplantages waren in buitenlandse handen waardoor de lokale bevolking er weinig profijt van had. Pas na de Tweede Wereldoorlog kwam hierin verandering. Andere gewassen kwamen in beeld, zoals katoen, en rond de jaren zestig kwam de industrialisatie op gang. Aanvankelijk lag hierbij de nadruk op importsubstitutie en was het beleid redelijk succesvol.
De voordelen van de economische vooruitgang kwam vooral terecht bij een zeer kleine groep, waaronder de Somoza familie. De scheve welvaartsverdeling leidde tot een burgeroorlog en in 1979 kwamen de Sandinisten aan de macht. Zij verdeelde de welvaart, al het land van Somoza werd geconfisqueerd, en kozen voor een combinatie van particulier en publieke economische initiatieven. Het buitenland wantrouwde het nieuwe regime waardoor leningen niet werden verstrekt en de Verenigde Staten, de belangrijkste handelspartner, kondigde een embargo af. De economie verzwakte en door veel geld bij te drukken steeg de inflatie tot meer dan 14.000 procent in 1988.
Omstreeks 1994 was de inflatie onder controle en profiteerde het land van een gestage economische groei. Dit vertaalde zich in een verdubbeling van het bruto binnenlands product (bbp) per hoofd van de bevolking tussen 2000 en 2015. Binnen Latijns-Amerika is Nicaragua nog steeds een arm land, alleen Haïti had in 2015 een lager bbp per hoofd. Op de index van de menselijke ontwikkeling (HDI) van de Verenigde Naties stond het land op de 124e plaats van de ruim 180 landen die gerangschikt zijn. De regering voerde een conservatief begrotingsbeleid, door de lage tekorten werd de staatsschuld tot beheersbare proporties teruggebracht.
| Jaar | BBP (in miljarden US$) | BBP per hoofd (in US$) | BBP per hoofd (in US$, PPP) | Reële groei (% mut JoJ) | Inflatie (% mut JoJ) | Saldo overheids- begroting (in % BBP) | Bruto staatsschuld (in % BBP) | Saldo lopende rekening (in % BBP) |
| ---- | ---------------------- | ---------------------- | --------------------------- | ----------------------- | -------------------- | ------------------------------------- | ----------------------------- | --------------------------------- |
| 1980 | 1,8                    |                        |                             | 4,6%                    | 35,1%                |                                       |                               | −22,5%                            |
| 1990 | 0,5                    |                        |                             | −0,2%                   | 3004,0%              |                                       |                               | −59,8%                            |
| 2000 | 5,1                    | 1031                   | 2739                        | 4,1%                    | 11,5%                | −0,5%                                 | 95,2%                         | −15,4%                            |
| 2005 | 6,3                    | 1153                   | 3547                        | 4,3%                    | 9,6%                 | 0,6%                                  | 66,6%                         | −12,4%                            |
| 2010 | 8,8                    | 1506                   | 3947                        | 4,4%                    | 5,5%                 | 0,4%                                  | 30,3%                         | −8,9%                             |
| 2015 | 12,8                   | 2037                   | 5240                        | 4,8%                    | 4,0%                 | −1,6%                                 | 28,9%                         | −9,9%                             |
| 2020 | 12,7                   | 1952                   | 5744                        | −1,8%                   | 3,7%                 | −2,3%                                 | 47,3%                         | 3,6%                              |

## Media
De media is in handen van private partijen. De vier nationale televisiezenders, Canal 3, Televisiete (Canal 7), Teleonce (Canal 11) en Trecevision (Canal 13), zijn in handen van een Ángel González, die nagenoeg een monopoliepositie heeft. De televisie is in het algemeen positief voor het regime. De kranten, waarvan enkele bekende zijn Prensa Libre, La Hora, elPeriodico en El Siglo, zijn ook in handen van een paar partijen. In 2021 viel de politie het kantoor van dagblad La Prensa binnen. De directeur en een oud directeur werden veroordeeld tot respectievelijk 18 en 20 maanden gevangenisstraf. Het offensief tegen La Prensa maakte deel uit van een golf van arrestaties van mediadirecteuren en journalisten, die werden beschuldigd van het witwassen van geld of verraad zonder dat er ooit enig bewijs was geleverd. Ongeveer 40% van de huishoudens heeft toegang tot internet.
Er zijn nauwelijks onafhankelijke nieuwsbronnen in het land als een gevolg van de repressie door het regime van Ortega. Diverse journalisten zijn gevlucht naar het buitenland en zij kunnen nog kritisch berichten over de overheid via het internet. De persvrijheid is laag, in 2023  plaatste Verslaggevers Zonder Grenzen het land op plaats 158 van de in totaal 180 beoordeelde landen.
Antigua en Barbuda · Bahama's · Barbados · Belize · Canada · Costa Rica · Cuba · Dominica · Dominicaanse Republiek · El Salvador · Grenada · Guatemala · Haïti · Honduras · Jamaica · Mexico · Nicaragua · Panama · Saint Kitts en Nevis · Saint Lucia · Saint Vincent en de Grenadines · Trinidad en Tobago · Verenigde Staten

Land van het Koninkrijk der Nederlanden: Aruba · Curaçao · Sint Maarten

Nederlands openbaar lichaam: Bonaire · Sint Eustatius · Saba

Frans overzees departement: Guadeloupe · Martinique

Overzees gebied van het Verenigd Koninkrijk: Anguilla · Bermuda · Britse Maagdeneilanden · Kaaimaneilanden · Montserrat · Turks- en Caicoseilanden

Overige gebieden: Amerikaanse Maagdeneilanden · Clipperton · Groenland · Puerto Rico · Saint-Barthélemy · Saint-Martin · Saint-Pierre en Miquelon